# Lesk (Olecko)
Lesk (deutsch Legahof) ist der gleichlautende Name zweier aneinander angrenzender Ortschaften in der polnischen Woiwodschaft Ermland-Masuren. Sie gehören zur Stadt-und-Land-Gemeinde Olecko (Marggrabowa, umgangssprachlich auch Oletzko, 1928 bis 1945 Treuburg) im Powiat Olecki (Kreis Oletzko, 1933 bis 1945 Kreis Treuburg).

## Geographische Lage
Die beiden Orte namens Lesk liegen im Osten der Woiwodschaft Ermland-Masuren, ein bzw. zwei Kilometer südlich der Kreisstadt Olecko. Zwischen beiden Ortschaften bildet das Flüsschen Lega eine Grenze. Während der nordöstliche Ort zur Stadt Olecko gehört (polnisch dzielnica miasta), bildet die  südwestliche Ortschaft ein eigenes Dorf (wieś).

## Geschichte
Als Abbau Korth wurde der ab 1. Januar 1927 Legahof genannte Ort im 19. Jahrhundert gegründet. Er bestand nur aus einem großen Hof. Seit seiner Gründung ist Legahof bis 1945 ein Wohnplatz der Stadtgemeinde und späteren Stadt Marggrabowa (Oletzko/Treuburg) im Kreis Oletzko (1933 bis 1945: Kreis Treuburg) im Regierungsbezirk Gumbinnen der preußischen Provinz Ostpreußen.
In Kriegsfolge kam der Ort 1945 mit dem gesamten südlichen Ostpreußen zu Polen und erhielt den polnischen Namen „Lesk“. Sein nordöstlicher Teil wurde ein Stadtteil von Olecko, der südwestliche ein eigenständiges Dorf. Sowohl die Stadt Olecko als auch das Dorf Lesk sind heute in die Stadt-und-Land-Gemeinde Olecko im Powiat Olecki eingegliedert, bis 1998 der Woiwodschaft Suwałki, seither der Woiwodschaft Ermland-Masuren zugeordnet.

## Religionen
Bis 1945 war Legahof in die evangelische Kirche Marggrabowa als auch in die katholische Pfarrkirche der Kreisstadt eingepfarrt.
Heute gehören beide Ortsteile Lesk zur katholischen Pfarrkirche in Olecko im Bistum Ełk (deutsch Lyck) der Römisch-katholischen Kirche in Polen. Die evangelischen Kirchenglieder orientieren sich zur Kirche in Ełk, einer Filialkirche der Pfarrei in Pisz (Johannisburg) in der Diözese Masuren der Evangelisch-Augsburgischen Kirche in Polen.

## Verkehr
Von Olecko führt eine Nebenstraße durch den Stadtteil Lesk, die dann im Dorf Lesk endet. Nordwestlich beider Orte befindet sich eine Abzweigstelle von der Bahnstrecke Ełk–Tschernjachowsk (deutsch Lyck–Insterburg) zur Bahnstrecke Olecko–Suwałki (Marggrabowa/Treuburg–Suwalken/Sudauen), die jedoch beide nicht mehr im Personenverkehr in Betrieb sind. Die nächste Bahnstation ist die in Olecko, die nur noch im Güterverkehr zwischen Ełk und Olecko befahren wird.